# Chiltiupán
Chiltiupán è un comune del dipartimento di La Libertad, in El Salvador.